# Joseph Déchelette
Joseph Déchelette, född 8 januari 1862, död 3 oktober 1914, var en fransk arkeolog.
Déchelette stupade som landstormsofficer i första världskriget. Liksom många av de tidiga franska arkeologerna bedrev Déchelette till en början sina forskningar vid sidan om sin egentliga gärning som affärsman, men så småningom tog hans vetenskapliga intressen helt överhanden. Redan 1892 hade han övertagit ledningen för museet i Roanne, sin födelsestad. Déchelettes namn är främst knutet till den brett anlagda framställningen av Frankrikes förhistoriska tid, som han utgav 1908–1914 i 4 band, Manuel d'archéologie préhistorique celtique et gallo-romaine (ny upplaga 1924–1927), ett av de klassiska arbetena inom Europas förhistoriska forskning.